# جيمس ميريديث (لاعب كرة قدم)
جيمس ميريديث (بالإنجليزية: James Meredith )‏ (و. 1988  م) هو لاعب كرة قدم، من أستراليا، ولد في ألبوري، شارك في كأس العالم 2018، مركز لعبه هو مُدَافِع.

## روابط خارجية
- جيمس ميريديث على موقع قاعدة بيانات كرة القدم.إي يو (الإنجليزية)
- جيمس ميريديث على موقع ناشيونال فوتبول تيمز (الإنجليزية)
- جيمس ميريديث على موقع Soccerbase.com (لاعب) (الإنجليزية)
- جيمس ميريديث على موقع Soccerway.com (الإنجليزية)
- جيمس ميريديث على موقع عالم كرة القدم.نت (الإنجليزية)
- جيمس ميريديث على موقع AS.com (الإسبانية)